# Felice Cavallaro
Felice Cavallaro (Grotte, 23 ottobre 1949) è un giornalista, saggista e drammaturgo italiano.

## Biografia

### Primi anni
Nasce a Grotte, in provincia di Agrigento, ma cresce a Racalmuto, paese natale dello scrittore Leonardo Sciascia e dove risiede.
Il padre, Emanuele, si trasferisce con la famiglia a Palermo nel 1955, in quanto assunto come cineoperatore alla sede RAI della Sicilia. Seguendo il genitore, Cavallaro viene conquistato sin da bambino dal mondo dell’informazione, anche attivando il registratore o reggendo i riflettori mentre il padre aziona la cinepresa: già giovanissimo, in occasione del terremoto del Belice nel gennaio 1968, lo accompagna sul posto per aiutarlo nelle riprese.
Frequenta il liceo scientifico “Stanislao Cannizzaro”, e nel 1967 lavora con altri studenti al periodico scolastico dell’istituto, “Il Ciuco”: per la prima volta trattano di edilizia scolastica nella Palermo del sacco mafioso, esaltando le richieste del movimento studentesco rivendicate anche con occupazioni e cortei.
Redarguiti dal preside che, considerandoli rivoluzionari, ordina la chiusura del periodico, gli studenti rifondano il giornale in forma clandestina facendo nascere “Il Ciuco ombra” con articoli sempre più pressanti, ma sprovvisti di firma.
Per tale motivo il tipografo al quale si rivolgono, in virtù degli obblighi di legge, impone la nomina di un direttore responsabile che firmi per tutti; Cavallaro prende allora contatto con il giornale palermitano L'Ora, al tempo schierato contro la mafia e la cattiva politica. È un grande cronista ad accettare la direzione, Mauro De Mauro, poi rapito dalla mafia nel 1970 ed ucciso lo stesso anno.
Il rapporto di Cavallaro con il giornale palermitano si salda scrivendo diversi articoli per “L’Ora scuola”, inserto curato dalla giornalista Giuliana Saladino.
Nel frattempo, durante il periodo universitario collabora a programmi radiofonici per la RAI.
Si laurea quindi in giurisprudenza con il massimo dei voti a Palermo, elaborando una tesi sulla legislazione antimafia.

### Carriera
Nel 1971, dopo un’esperienza all’Agenzia Italia, comincia a lavorare presso la redazione del Giornale di Sicilia e, contemporaneamente, in qualità di corrispondente per il Corriere della Sera, quotidiano in cui è approdato definitivamente nel 1985 in qualità di inviato speciale, impegnato soprattutto nelle cronache e nei grandi processi.
Viene inviato per inchieste e reportage negli Stati Uniti, in Libia, Tunisia, Marocco, Pakistan ed Iraq: dopo l’agguato dei talebani costato la vita a Maria Grazia Cutuli, uccisa durante la guerra in Afghanistan, con un piccolo gruppo del Corriere si reca a Islamabad per riportare in Italia il corpo dalla collega. 
È poi inviato in Iraq nel 2003, subito dopo gli attentati di Nāṣiriya. 
Ha intervistato anche il leader libico Gheddhafi.
È stato docente a contratto all’Università degli Studi di Palermo, dove ha collaborato ad istituire il primo laboratorio di giornalismo dell'ateneo.
È stato componente dei Consigli di amministrazione del Teatro Regina Margherita di Racalmuto durante la presidenza di Andrea Camilleri; della Fondazione Leonardo Sciascia, con sede a Racalmuto, nonché della Fondazione Federico II, con sede a Palazzo dei Normanni.
È stato componente della giuria del Premio Domenico La Cavera, istituito da Confindustria, come pure segretario del Premio Pirandello 2017, assegnato a Toni Servillo; è inoltre componente della giuria del Premio Mario Francese, dedicato all’omonimo cronista ucciso dalla mafia nel 1979 nonché suo compagno di scrivania al Giornale di Sicilia.

### LaStrada degli Scrittori

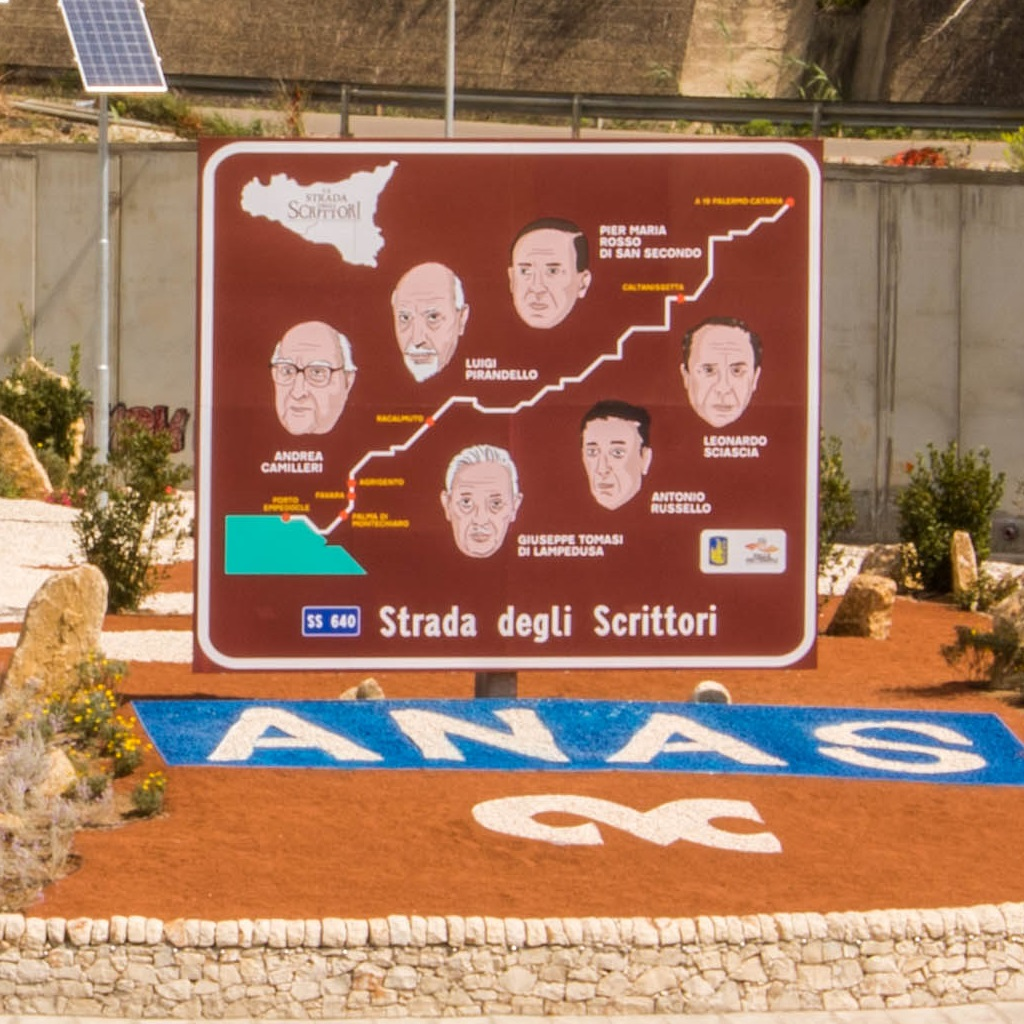
Cartello stradale turistico lungo la strada statale 640 "Strada degli Scrittori", ideata da Cavallaro nel 2013.

Promotore di progetti culturali finalizzati al rilancio sociale, culturale ed economico della Sicilia, Cavallaro ha ideato la “Strada degli scrittori”, fondata l’11 novembre 2013 alla presenza dell’allora ministro dei Beni culturali, Massimo Bray, e del presidente dell’ARS Giovanni Ardizzone: un itinerario culturale dedicato ai grandi scrittori dell’agrigentino operanti, appunto, in corrispondenza di centri collegati dalla strada statale 640.
Su proposta dell’allora sindaco di Agrigento Lillo Firetto, nel febbraio 2016 il presidente dell’ANAS Gianni Vittorio Armani ha annunciato il cambio definitivo del nome, reso ufficiale in un comunicato stampa del 1º giugno 2016 in cui l’arteria stradale venne indicata come “strada statale 640 degli Scrittori”. 
In tal modo, oltre a quelli già menzionati, il percorso si è esteso anche ad altri scrittori del territorio: Pier Maria Rosso di San Secondo a Caltanissetta, Antonio Russello a Favara, Giuseppe Tomasi di Lampedusa a Palma di Montechiaro, Tommaso Fazello a Sciacca , Emanuele Navarro della Miraglia a Sambuca di Sicilia e così via.
Direttore dell’associazione dal 2013, Cavallaro ha promosso una connessione tra diverse fondazioni ed enti culturali, coinvolte già nel Festival della Strada degli Scrittori dal 2014.
Dal 2017 realizza invece il Master di Scrittura, tenuto ad Agrigento nei mesi estivi a cadenza annuale, con il coordinamento scientifico del direttore della Enciclopedia Italiana Treccani, Massimo Bray, e quella tecnica di Rossella Calabrese.
Il Master prevede la presenza di scrittori, registi, artisti e docenti universitari provenienti da tutta Italia: l’obiettivo è, ancora una volta, quello di coinvolgere l’attenzione dei viaggiatori sui luoghi in cui grandi scrittori hanno trovato ispirazione, e di stimolare quanti vivono e lavorano in questi centri alla conoscenza di storia e letteratura del proprio territorio.

## Opere

### Saggistica
- Mafia. Album di Cosa nostra, con introduzione di Giuseppe Ayala, Milano, Rizzoli, 1992 ISBN 978-8817842242
- Lettera ai mafiosi: vi perdono ma inginocchiatevi, con Rosaria Schifani, Napoli, Tullio Pironti Editore, 1992 ISBN  978-8879370523; ne è stato tratto l’omonimo film di Claudio Bonivento nel 2012
- La guerra dei giusti: i giudici, la mafia la politica, con Giuseppe Ayala, Milano, Mondadori, 1993 ISBN 978-8804349617
- Il caso Contrada (tra Stato e Cosa nostra), Catanzaro, Rubbettino Editore, 1996 ISBN 978-8872844670
- Oltre il buio. Dopo Capaci, via d’Amelio e gli orrori di Cosa nostra, con Rosaria Costa, Catanzaro, Rubbettino Editore, 2002 ISBN 978-8849803280
- Le accuse di Sciascia scuotono la Sicilia, in “Il coraggio e l’esempio: Falcone e Borsellino”, AA. VV., Milano, RCS MediaGroup, 2012 ISBN 978-8868685973
- Sciascia l’eretico. Storia e profezie di un siciliano scomodo, Solferino Libri Editore, 2019 ISBN 978-8828203087
- Francesca. Storia di un amore in tempo di guerra, Milano, Solferino Libri Editore, 2022 ISBN 978-8828209041. Vincitore del premio letterario internazionale Nino Martoglio 2024.

### Prefazioni
- Salvatore Picone, Tra i banchi di Regalpetra: Leonardo Sciascia e la sua scuola, Racalmuto, Editoriale Malgrado Tutto, 2007
- Giuseppe Maurizio Piscopo, Sogni e passioni, Favara, Medinova, 2017
- Giuseppe Ruggeri, Volti e maschere di Sicilia, Bagheria, Plumelia edizioni,  2021
- Giovanni Salvo, Vuci e risunanza, Racalmuto, Edizioni Casa Sciascia, 2024

### Testi teatrali
- Questa terra diventerà bellissima, regia di Giovanni Anfuso, in scena al Teatro Stabile di Catania e nella monumentale cornice del Teatro Spasimo di Palermo, 2003
- La finestra, con Filippo D'Arpa, atto unico, interpretato da Gilberto Idonea, in scena nel novembre 2008 presso il Teatro Bellini di Catania e nel maggio 2009 presso il Teatro Biondo di Palermo
- Piazza delle vergogne, con Filippo D'Arpa, Gaetano Savatteri e Salvo Piparo, interpretato da Salvo Piparo, in scena al Festival del Castello a mare nel 2010
- Dante in Sicilia, settecento anni dopo, con prefazione di Aldo Cazzullo ed interpretato da Sebastiano Lo Monaco presso i giardini reali di Palazzo dei Normanni, Strada degli Scrittori, settembre 2021

### Documentari
- Ho vinto io, regia di Fabio Vannini, Rai 3, 2012

## Curiosità
- Cavallaro è stato per lungo tempo amico dello scrittore Leonardo Sciascia, già legato al padre[9].
- Cavallaro ha abitato per diversi anni nello stesso condominio di Rocco Chinnici, in via Pipitone Federico al civico 59
- Cavallaro è tifoso del Palermo.